# GRAWE zavarovalnica d.d.
GRAWE zavarovalnica d.d. je kompozitna zavarovalna družba, ki obstaja na slovenskem trgu od leta 1991. (Kompozitna zavarovalnica je zavarovalnica, ki opravlja zavarovalne posle iz skupine življenjskih in premoženjskih zavarovanj.) 
Od leta 1991 do leta 2001 je delovala pod imenom PRIMA zavarovalna družba d.d. 
Je prva slovenska zavarovalna družba, ustanovljena na osnovi zasebne iniciative in s tujim vlaganjem. GRAWE zavarovalnica d.d. je del mednarodnega koncerna GRAWE. 

## Zgodovina
Pobudo za ustanovitev vzajemne zavarovalne družbe, ki se je v letu 1828 tudi uresničila, je dal Nadvojvoda Janez v dvajsetih letih 19. stoletja. Ustanovljena je bila Grazer Wechselseitige in začela je svojo pot skozi zgodovino. Spremljale so jo besede nadvojvode: »Mnogo nas je in naša sloga nam daje moč, da delamo dobro. Naloga vsakogar je, da prispeva svoj del.«